# Sergio Los
Sergio Los (* 27. Mai 1934 in Marostica, Veneto; † 7. November 2024 in Bassano del Grappa) war ein italienischer Architekt und Hochschullehrer an der Università Iuav di Venezia.

## Leben
Sergio Los studierte Architektur an der Università Iuav di Venezi bei Carlo Scarpa. Von 1965 bis 2000 lehrte Sergio Los an der Università Iuav di Venezia und zwar Innenarchitektur (1965–1971), Stadtplanung am Lehrstuhl Giancarlo De Carlo (1972–1978) und Architektur-Komposition (1979–2000).
Von 1964 bis 1971 arbeitete er mit Carlo Scarpa zusammen und widmete sich einer Vielzahl von Projekten in seinem Büro. Sein Fokus lag auf den Theorien des Designprozesses, wobei er in Italien die Ideen von Christopher Alexander einführte, indem er dessen Notes on the Synthesis of Form (1967) ins Italienische übersetzte. Darüber hinaus bearbeitete und übersetzte er das Buch The Geometry of Environment (1974) von Lionel March und Philip Steadman 1974, welches die Ergebnisse der Recherchen des Cambridge University Martin Centre präsentierte. Unter dem Titel Carlo Scarpa Architetto Poeta veröffentlichte er 1967 das erste Buch über Scarpas Architektur.
Zwischen 1972 und 1979 entwickelte er einen regionalen bioklimatischen Ansatz für die Architektur in mehreren Maßstäben, der ihn dazu veranlasste, einige Gebäude und Stadtpläne zu entwerfen und zu errichten. Durch eine experimentelle Entwurfs- und Bautätigkeit vertieft er das Konzept eines nachhaltigen, widerstandsfähigen Stadtgefüges, das darauf abzielt, ein lokales Mikroklima in den offenen Außenbereichen zu erzeugen. Insbesondere Beschäftige er sich in dem Einbezug von energetischen Bezüge in seine Architekturkonzepte wie die der Sonnenenergie. Bereits 1980 leistete Los Beiträge für die Organisation PLEA (Passive and Low Energy Architecture).
Weitere Hauptforschungsaktivität lagen in der Thematik der Verstärkung der kommunikativen Aktion in einer Bürgerstadt im Vergleich zur vorherrschenden instrumentellen Aktion der aktuellen Metropolen. Seiner Ansicht nach ist die Stadt ein kommunikatives System, analog zur Sprache und zu anderen symbolischen Systemen. Die Stadt fungiert als Instrument zur Schaffung einer gemeinsamen Welt, sie wird für ihre Bürger zu einem Weg des Wissens, aber auch der gemeinsamen Konstruktion dieses Wissens. Er verfolgt mehrere kooperative Designprozesse, die sich mit Stadtplänen und Bürgerbeteiligung befassen und darauf abzielen, eine lernende Gemeinschaft zu aktivieren. Seine Forschung vertritt die Auffassung, dass nur Bürgernetzwerke in der Lage sind, belastbare und nachhaltige Städte zu erschaffen und insgesamt am Leben zu erhalten.

## Preise und Auszeichnungen
- 1996 in Louvain-la-Neuve gewann er den 13. PLEA (Passive and Low Energy Architecture) International Award[3] mit Natasha F. Pulitzer.
- 1998 in Florenz: WREN Pioneer Award[4]
- 2003 Berlin: EUROSOLAR – European Solar Prize[5]

## Bauten und Projekte
Auswahl
- Onair-Kindergarten in Tarvisio (1964)
- Haus Peretto in Marostica (1965)
- Haus Tabarelli in Cornaiano (1967)
- Dorf Torre di Fine (1968)
- Keramikfabrik Alcyone der Künstlerin Gigi Carron in Marostica (1969)
- Haus Minchio in Pove del Grappa (1970)
- Kindergarten in Montecchia di Crosara (1973); das erste bioklimatische Gebäude in Italien
- Solar Eco-Village von Jacopo Fo in Umbrien (2008–2013)
- Wohnhaussiedlung in Kapstadt, Südafrika (2014)